# 장미맨션
《장미맨션》은 2022년 5월 13일부터 2022년 5월 27일까지 방송된 TVING 금요드라마다.

## 기획 의도
사라진 언니를 찾기 위해 돌아오고 싶지 않던 집에 온 지나가 형사 민수와 함께 수상한 이웃들을 추적하면서 예상치 못한 진실을 마주하게 되는 미스터리 스릴러

## 제작진
- 극본 : 유갑열
- 연출 : 창감독

## 등장인물

### 주요인물
- 임지연 : 송지나 역 - 죽은 지현의 여동생, 지석의 누나. 형식의 딸.
- 윤균상 : 박민수 역 - 용마경찰서 강력2팀 경장, 지나의 조력자이자 스토커. 죽은 지현을 납치한 장본인.

### 장미맨션
- 이미도 : 숙자/한홍주 역 - 장미맨션 부녀회장, 하늘증인교 실세.
- 조달환 : 이우혁 역 - 측두엽 뇌전증 환자, 신혼부부를 살해한 혐의로 징역을 살다 석방 돼 캠핑카 안에서 은둔생활을 했다.
- 김도윤 : 찰리 역 - 홈마트 사장
- 김은석 : 경비 역 - 장미맨션 경비
- 정애리 : 찰리 모 역 - 죽은 지현 가족의 이웃
- 송보은 : 위층 여자 역
- 송이우 : 한미연 역

### 지나 주변인물
- 송지인 : 송지현 역 - 지나의 언니, 지석의 누나. 형식의 딸.
- 손병호 : 송형식 역 - 지현&지나&지석의 아버지
- 안정훈 : 송지석 역 - 죽은 지현과 지나의 남동생, 형식의 아들.
- 김정우 : 김동현 역 - 지나의 연인, 동료 여자 약사와 바람핀 장본인.

### 용마경찰서 (강력 1,2팀)
- 정웅인 : 장원석 역 - 표창의 직장 동료, 민수와 남영의 직장 상사.
- 류연석 : 배영만 역 - 민수와 남영의 직장 동료
- 주석제 : 이 형사 역 - 민수와 남영의 직장 동료
- 이문식 : 최표창 역 - 용마경찰서 강력2팀 팀장, 민수와 남영의 직장 상사.
- 이주영 : 유남영 역 - 민수의 후배

### 그 외 인물
- 안길강 : 박준성 역 - 용마경찰서 서장
- 애주 : 정대호 역 - 정육점 사장, 지현을 죽인 장본인.
- 고규필 : 오범 역 - 민수와 함께 지나의 언니인 지현의 납치 사건을 도운 인물, 전과 5범.